# (11332) Jameswatt
(11332) Jameswatt est un astéroïde de la ceinture principale.

## Description
(11332) Jameswatt est un astéroïde de la ceinture principale. Il fut découvert par Eric Walter Elst le 15 avril 1996 à La Silla. Il présente une orbite caractérisée par un demi-grand axe de 2,62 UA, une excentricité de 0,116 et une inclinaison de 2,87° par rapport à l'écliptique.
Il fut nommé en hommage au physicien écossais James Watt (1736-1819).

## Compléments